# Destinología (Black Edition)
Destinología Black Edition es una edición especial del álbum de estudio Destinología del grupo musical argentino Tan Biónica. Fue lanzado a la venta el 28 de noviembre de 2014. Junto a Obsesionario Black Edition forma parte de la serie "Black Edition" publicada por el grupo en 2014.

## Álbum

### CD+DVD
El álbum cuenta con los mismos sencillos que Destinología, no obstante incluye el himno «Preludio del Alba». Además, cuenta con DVD «Ciudad mágica» en el estadio Luna Park, «La melodía de Dios» y «Música» en Ciudad del Rock, y «Mis noches de enero» making off y en el estadio Luna Park.

## Lista de canciones
Todas las letras fueron escritas por Chano.

| Destinología (Black Edition) |                                        |               |          |  |
| N.º                          | Título                                 | Música        | Duración |  |
| 1.                           | «Preludio del Alba» (Instrumental)     | Bambi · Diega | 2:42     |  |
| 2.                           | «Ciudad mágica»                        | Tan Biónica   | 3:30     |  |
| 3.                           | «La melodía de Dios»                   | Tan Biónica   | 4:46     |  |
| 4.                           | «Mis noches de enero»                  | Chano · Bambi | 4:54     |  |
| 5.                           | «Tus ojos mil»                         | Chano · Bambi | 4:06     |  |
| 6.                           | «Música»                               | Bambi         | 5:25     |  |
| 7.                           | «Hola noviembre»                       | Chano · Bambi | 3:35     |  |
| 8.                           | «Vámonos»                              | Chano · Bambi | 3:02     |  |
| 9.                           | «Mi vida secreta»                      | Chano · Bambi | 3:25     |  |
| 10.                          | «Momentos de mi vida»                  | Tan Biónica   | 4:14     |  |
| 11.                          | «El asunto»                            | Bambi         | 2:52     |  |
| 12.                          | «Poema de los cielos»                  | Chano · Bambi | 3:29     |  |
| 13.                          | «Sinfonía de los mares» (instrumental) | Chano · Bambi | 1:07     |  |
| 47:01                        |                                        |               |          |  |

## Posicionamiento en listas
| Listas (2013)     | Mejor posición |
| ----------------- | -------------- |
| Argentina (CAPIF) | 1              |

| Listas (2013)     | Mejor posición |
| ----------------- | -------------- |
| Argentina (CAPIF) | 9              |

## Certificaciones
| País      | Organismo certificador | Certificación | Ventas certificadas | Ref.        |
| --------- | ---------------------- | ------------- | ------------------- | ----------- |
| Argentina | CAPIF                  | Platino       | 40 000              | [ 5 ] [ 6 ] |

## Créditos
Tan Biónica
- Chano: voz, coros, piano.
- Diega: batería, percusión, programaciones, coros.
- Seby: guitarras, coros.
- Bambi: bajo, coros, sintetizadores, programaciones, guitarras.

Músicos invitados
- Germán Guarna: piano, órgano Hammond y sintetizadores en todas las canciones.
- Germán Wiedemer: hammond en «Hola Noviembre» y «Poema de los Cielos».
- Pepe Céspedes: coros en «Mis Noches de Enero», «Vamonos» y «Momentos de Mi Vida»; y guitarra en «Mis Noches de Enero».
- Oscar Righi: coros en «Mis Noches de Enero» y guitarra en «Ciudad Mágica».
- Nano Campoliete: coros en «La Melodía de Dios», «Mis Noches de Enero», «Mi Vida Secreta» y «Momentos de Mi Vida».
- Petit Hypnofón: sección de cuerdas en «Tus Ojos Mil», «Momentos de Mi Vida», «El Asunto», «Poema de los Cielos» y «Sinfonía de los Mares».
  - Alejandro Terán: viola y dirección
  - Marta Roca: violín
  - Demián Luaces: violín
  - María Eugenia Castro: chelo
  - Lucas Argomedo: chelo

Producción
- Pepe Céspedes, Oscar Righi y Tan Biónica: producción
- Grabado en 'Roma & Romma Records' y Estudios TB.
- Eduardo Pereyra: ingeniero de sonido y de mezcla.
- Emiliano Sasal: ingeniero de sonido y edición.
- Martin Pomares: ingeniero de sonido y edición.
- Masterizado en 'Sterling Sound' (New York).
- Ted Jensen: masterización
- Andrés Villanova: drum tech

Otros
- Alejandro Ros: tapa
- Producción ejecutiva: Pirca Records